# بئر الغنم
بئر الغنم (به عربی: بئر الغنم) یک منطقهٔ مسکونی در لیبی است که در استان زاویه واقع شده‌است. بئر الغنم ۳٬۳۷۵ نفر جمعیت دارد.